# ابراهیم مددی
ابراهیم مددی نایب‌رئیس سندیکای کارگران شرکت واحد اتوبوسرانی تهران و حومه، فعال کارگری و زندانی سیاسی است.

## بازداشت و زندان
ابراهیم مددی، پس از این که در سال ۱۳۸۴ بعد از اعتراضات صنفی کارگران شرکت واحد از زندان آزاد شد، حدود یک سال و هشت ماه پس از اعتراض در شعبه ۱۴ دادگاه انقلاب اسلامی و در پی دادگاه اول به سه سال و نیم زندان محکوم شدند.
پس از اعتراضات سال ۱۳۸۴ در اداره کار تهران حکم اخراج او صادر شد. او شکایتی به دیوان عدالت اداری اداری تنظیم کرد و شعبهٔ ۳۳ دیوان عدالت اداری حکم اخراج اداره کار شهرداری تهران را نقض کرد و برای رسیدگی مجدد به هیئت‌های هم‌عرض فرستاد.
مددی در سال ۱۳۸۶ در تهران بازداشت و به دلیل شرکت در اعتصابات کارگران شرکت واحد در سال ۸۴ محکوم به سه سال و نیم زندان شد.
او بار دیگر در هفتم دی ماه ۱۳۸۷ در محل اداره کار شمال تهران در میدان اقدسیه بازداشت و به زندان اوین منتقل شد.
او به علت عضویت در سندیکا به سه سال و شش ماه زندان محکوم شد.
ابراهیم مددی، در آذر ۱۳۹۰ بعد از گذشت بیش از ۳ سال زندان، که با قرار وثیقه آزاد شده بود، هنگام مراجعه به زندان اوین برای تمدید مرخصیش، مجدداً بازداشت و به زندان اوین منتقل شد. کنفدراسیون بین‌الملی اتحادیه‌های کارگری و فدراسیون جهانی کارگران حمل‌ونقل از بازداشت دوباره ابراهیم مددی ابراز تعجب و انزجار کردند.
دیوید کاکرافت، دبیر کل فدراسیون جهانی کارگران حمل‌ونقل، بازداشت ابراهیم مددی را اقدامی غیرقابل قبول دانست و در عین حال، خواستار آزادی رضا شهابی شد.